# Pécine
Pécine ou Pexine est un prénom féminin désuet que l’on utilisait dans la région bretonne et poitevine.
Il fait référence à une sainte d’origine espagnole, Sainte Pexine.
Il se fête le 26 juin.
Ce prénom a eu plusieurs variantes locales, notamment :
- Pazanne, dans la région nantaise ;
- Pezenne, dans la région poitevine ;
- Pitère, dans la région bretonne.